# Сајрус-Беков алгоритам
Сајрус-Беков алгоритам (енгл. Cyrus-Beck) је геометријски алгоритам за сецкање линије. Сецкање линије представља одстрањивање дела дужи (или праве), која је изван неке посматране области. Потребно је да буде испуњен услов да је област конвексан полигон.

## Увод
У овом алгоритму се користи параметарска једначина праве. Права је задата преко две различите тачке,  и , тако да њена параметарска једначина гласи {\displaystyle P(t)=P_{0}+t*(P_{1}-P_{0})}. Параметарска једначина праве користи једну тачку праве и вектор правца. Вектор правца се добија тако што се одузму координате две дате тачке . Параметар t физички посматрано представља време, а геометријски посматрано у правцу вектора правца. Овом једначином су описане све једначине на правој. (У случају дужи, параметар t узима вредности између 0 и 1)

## Алгоритам
Уколико се тражи пресек праве са свим страницама посматране области. Да би се нашао пресек P(t) праве са неком страницом, потребно је прво израчунати вектор нормале N на страницу и уочити неку произвољну тачку на правој,  (то може да буде једно од темена). Вектор  је нормалан у односу на вектор N, па је њихов производ једнак нули. Значи потребно је наћи такво t, које задовољава {\displaystyle N*(P_{0}+t*(P_{1}-P_{0})-P_{e})=0}. Када се једначина реши по t, добије се {\displaystyle t={\frac {N*(P_{0}-P_{e})}{-N*(P_{1}-P_{0})}}}. Овде је потребно покрити и специјални случај када су права и страница паралелне (тада ова формула не важи).
На овај начин су пронађене пресечне тачке са свим страницама области. Затим се све ове тачке класификују на потенцијално улазне и потенцијално излазне. Тачка је потенцијално улазна уколико вектор правца са вектором нормале странице заклапа угао већи од 90° , а потенцијално излазна уколико је овај угао мањи од 90° .
Затим се све пресечне тачке сортирају (по параметру t), и уочимо највећу од потенцијално улазних тачака,  и најмању од потенцијално излазних тачака, . Уколико уочена улазна тачка долази пре излазне, део праве који је унутар области је између тачака  и . У супротном права нема пресек са облашћу.

## Сложеност
Уколико се претпостави да полигон има n страница. Пресек праве са сваком од страница се налази у константном времену, па се сви пресеци налазе у линеарном времену, {\displaystyle {\mathcal {O}}(n)} (види: нотација великог О). Пресечне тачке је потребно сортирати, а сложеност сортирања је {\displaystyle {\mathcal {O}}(n\log n)}. Проналажење највеће улазне и најмање излазне тачке се спроводи проласком кроз сортирани низ (сложеност {\displaystyle {\mathcal {O}}(n)}), тако да је свеукупна сложеност алгоритма {\displaystyle {\mathcal {O}}(n\log n)}.